# 힘의 장

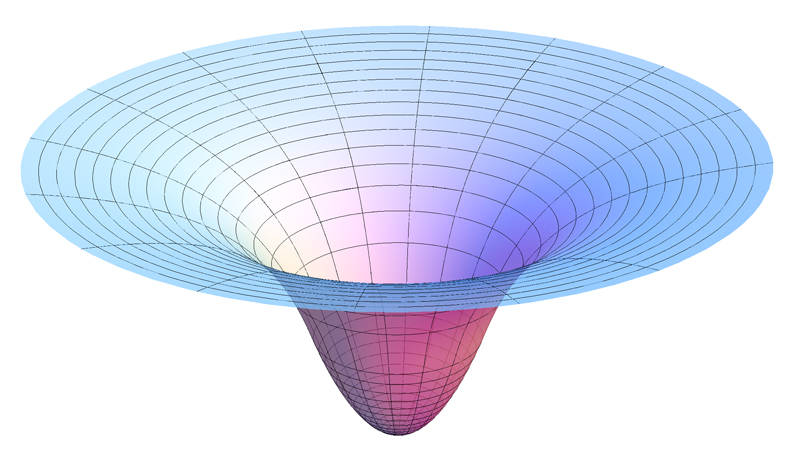
균일한 구형체 내부 및 주위의 중력 전위에 대한 2차원 플롯이다. 단면의 변곡점은 몸체의 표면에 있다.

힘의 장(force field)은 물리학에서 공간의 다양한 위치에서 입자에 작용하는 비접촉 힘에 해당하는 벡터장이다. 구체적으로 힘의 장은 벡터장 {\displaystyle {\vec {F}}}이다. 여기서 {\displaystyle {\vec {F}}({\vec {x}})}는 입자가 {\displaystyle {\vec {x}}} 지점에 있을 때 느끼는 힘이다.

## 같이 보기
- 고전역학
- 힘 (물리학)
- 일 (물리학)